# Sulevad

Sulevad ligger vid ån Lidan, strax nedströms Finnestorp i Larvs socken i Västergötland,
Västra Götalands län. Gården Sulevad som förr var en grupp hus, bestod för längesedan av ett antal bosättningar som man ännu kan se husgrunder och fä-led från. Sulevad har sitt namn efter det gamla vadet som fortfarande finns kvar, och var en del av den gamla betydelsefulla vägen mellan Vilske och Laske härader.
Ordet vad betyder säkerhet (källa SAOB) ordet "vad" dyker upp där kyrkan ansåg att man borde säkra platsen på något sätt.  Ett Tjuvad, ett Björnvad, Rangelvad och så vidare.
Före storskiftet i mitten på 1800-talet fanns en by på Sulevad men många av dessa byggnader plockades ner, och flyttades till andra ställen i bygden. Men av de gamla husgrunderna, stenförstärkningarna för "landsvägen" och boskapsleden finns ännu tydliga spår kvar. Marken mot norr kallades förr "schlogdalslyckan", och därinnanför finns "speleberget", en plats där förr ungdomar träffades för att dansa. Sulevad ska eventuellt betyda liten öppning i skogen, men det kan även vara ett gammalt namn efter takstol på lada. Namnet vad betyder att det fanns ett lämpligt vadställe över Lidan. De kan också berätta hur vadstället blivit bekant. Liksom de äldsta stigarna har de äldsta vadställena först använts av djur. Särskilt är hästarna skickliga att upptäcka lämpliga platser där man kan vada över ett vattendrag. Trakten kring Sulevad är gammal kulturbygd i gränslandet mellan slätt och skog. Här övergår den öppna slätten i skogslandskapet.